# Slavhorod, Krasnopillea
Slavhorod (în ucraineană Славгород) este localitatea de reședință a comunei Slavhorod din raionul Krasnopillea, regiunea Sumî, Ucraina.

## Demografie
Componența lingvistică a localității Slavhorod
     Ucraineană (89,97%)
     Rusă (9,71%)
     Alte limbi (0,33%)
Conform recensământului din 2001, majoritatea populației localității Slavhorod era vorbitoare de ucraineană (89,97%), existând în minoritate și vorbitori de rusă (9,71%).